# Сысуев, Дмитрий Михайлович
Дми́трий Миха́йлович Сысу́ев (род. 13 января 1988, Саранск) — российский футболист, крайний полузащитник, также может сыграть на позиции форварда.

## Биография

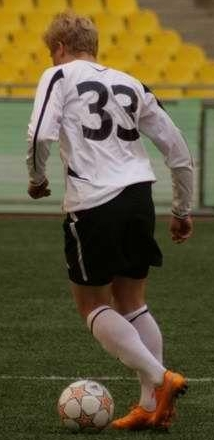
Сысуев в «Торпедо»

Воспитанник саранской ДЮСШ «Лисма-Мордовия», первый тренер Ю. Уткин. В составе «Мордовии» дебютировал 13 июня 2005 года в возрасте 17 лет в турнире второго дивизиона. В 2006 году вместе с командой завоевал путёвку в первый дивизион. После сезона-2007 в ФНЛ, где Сысуев был твёрдым игроком основы, он был приглашён в московское «Торпедо», но автозаводский клуб тогда переживал кризис, и уже через сезон Сысуев вернулся из Москвы в «Мордовию», с которой снова выиграл турнир второго дивизиона (2009) и стал четвертьфиналистом Кубка России (2010). В сезоне-2010 принял участие в 37 матчах своего клуба (из 38 возможных), что стало наивысшим показателем в команде.
Сезон 2011/12 Сысуев начал в «Сибири» Новосибирск, где нечасто попадал в основной состав и в августе 2011 года покинул команду. С 2011 по 2014 год выступал за калининградскую «Балтику», за которую провёл 84 матча и забил 15 голов. После окончания контракта с «Балтикой» вернулся в «Мордовию», которая в сезоне 2014/15 выступала в премьер-лиге. 18 августа 2014 года Сысуев сыграл свой дебютный матч в чемпионате России, выйдя на замену на 75-й минуте матча против «Терека». 22 января 2016 года подписал контракт с клубом «Уфа».
Летом 2022 года подписал контракт с ФК «Муром».
Младший брат Владислав также футболист.